# 植物考察

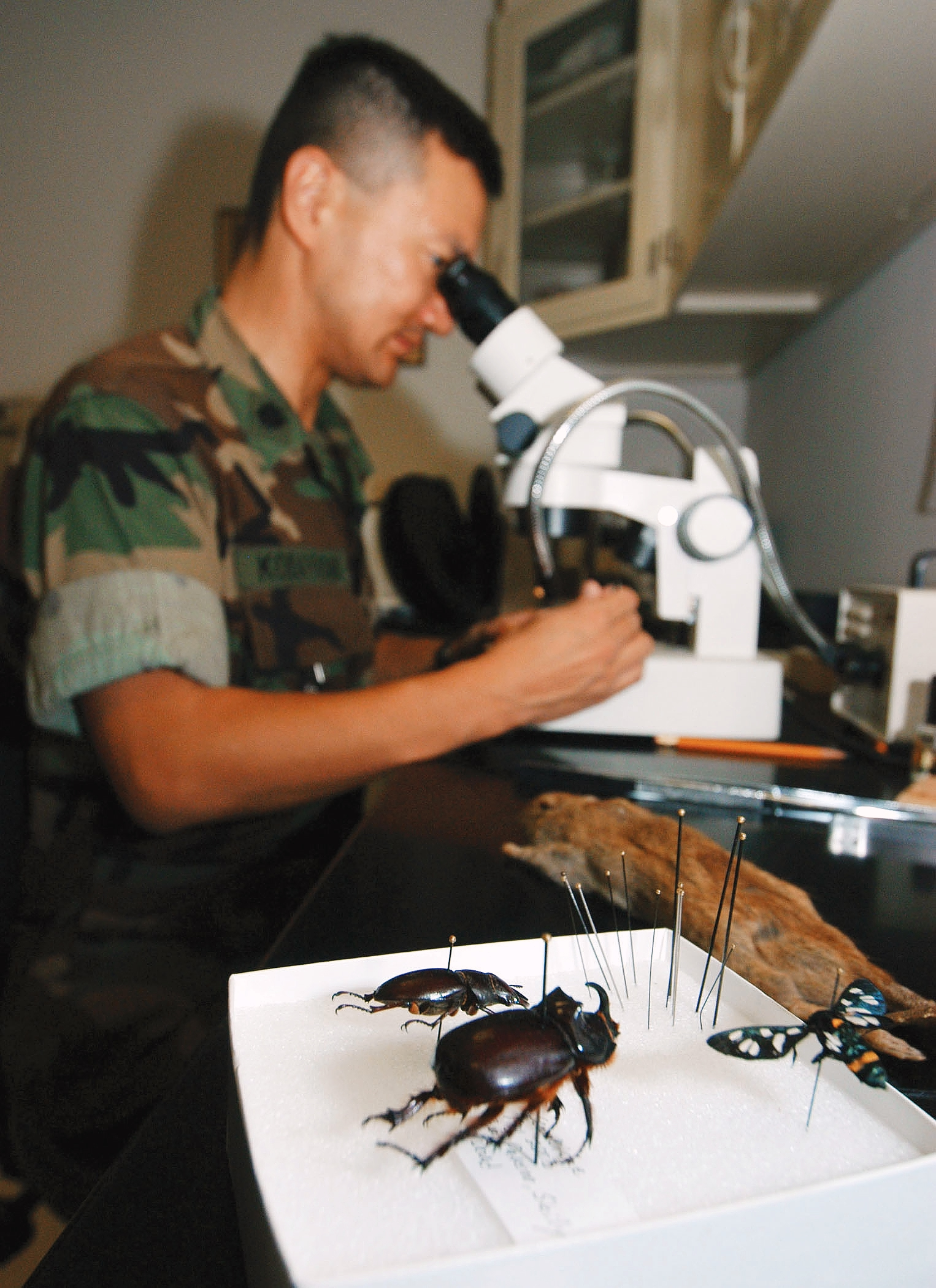
美國海軍的研究人員正在利用顯微鏡檢視一次植物考察所獲得的結果

植物考察（英語：Botanical expedition）是為研究一特定區域的植物所進行的科學考察旅行，其目的可能是探索某一種特定植物群，又或是研究一個地理區域的自然史，通常由博物學家或植物学家進行。
在進行考察時，研究人員通常會藉由繪圖、攝影、收集標本等手段取得植物樣本，以便生物學分析，確定其科學分類或潜在经济價值。以政府贊助的植物考察來說，植物在經收集後，通常會交由其他政府資助的研究機構分析並命名，而不是由發現者進行這些任務。舉例來說，1804年至1806年的路易斯和克拉克远征中，兩人的發現成果最終由科學家珀什命名並發表。